# Arrondissement de Ndiob
Das Arrondissement de Ndiob in Senegal ist eines von den vier Arrondissements, in die das Département Fatick als Teil der Region Fatick gegliedert ist. Das Arrondissement umfasst fünf Gemeinden (Communes). Die Unterpräfektur als Sitz des Arrondissements liegt in der Gemeinde Ndiob.

## Geografie
Das Arrondissement liegt als Teil des Erdnussbeckens im zentralen Westen Senegals. Es umfasst den Osten des Départements jenseits des Sine, östlich von Fatick, südlich von Diourbel und hat eine Fläche von 676,83 km².

## Bevölkerung
Die Daten des Arrondissements und seiner Gemeinden (Communes) sind der Fläche und den letzten Volkszählungen nach wie folgt zusammengestellt:
| Commune         | Fläche km² | Einwohner 2013 | Einwohner 2023 |
| --------------- | ---------- | -------------- | -------------- |
| Thiaré Ndialgui | 152,600    | 21.133         | 26.127         |
| Diaoulé         | 95,620     | 12.586         | 15.313         |
| Mbéllacadiao    | 290,000    | 16.178         | 18.119         |
| Ndiob           | 126,900    | 19.028         | 23.407         |
| Diakhao         | 11,710     | 4.398          | 5.590          |
| Arrondissement  | 676,830    | 73.323         | 88.556         |